# Port lotniczy Syrta
Port lotniczy Syrta – regionalny port lotniczy położony w Syrcie, w Libii.

## Kierunki lotów i linie lotnicze
| Linia Lotnicza  | Kierunek           |
| --------------- | ------------------ |
| Libyan Airlines | 1. Trypolis-Mitiga |